# Yulong
Yulong (en chino, 玉龙; pinyin, Yùlóng) es un condado autónomo bajo la administración directa de la ciudad-prefectura de Lijiang. Se ubica al norte de la provincia de Yunnan, sur de la República Popular China. Su área es de 6200 km² y su población total para 2020 superó los 224 mil habitantes.

## Toponimia
El condado recibe directamente el nombre de la montaña Dragón de Jade, una enorme cadena montañosa que domina el paisaje.  
Como las otras regiones autónomas, se caracteriza por estar asociada a un grupo étnico minoritario, en este caso, los Naxi. La región recibió la condición de "autónomo" cuando se estableció el "condado autónomo naxi de Lijiang" el 10 de abril de 1961. En diciembre de 2002, el condado autónomo Lijiang fue oficialmente abolido y dividido en el distrito Gucheng y el condado autónomo naxi de Yulong. Mientras Lijiang se niveló a ciudad-prefectura.

## Administración
Desde junio de 2022, el condado autónomo de Yulong se divide en 16 pueblos que se administran en 1 subdistrito, 6 poblados, 6 villas y 3 villas étnicas.